# Langoëlan
Langoëlan (tiếng Breton: Lanwelan) là một xã ở tỉnh Morbihan trong vùng Bretagne tây bắc Pháp. Xã này có diện tích 22,27 km², dân số năm 1999 là 369 người. Khu vực này có độ cao trung bình từ 137-274 mét trên mực nước biển.
Cư dân của Langoëlan danh xưng trong tiếng Pháp là Langoëlanais.